# Повстання якутських конфедералістів
Повстання конфедералістів — збройний антибільшовицький рух якутів та евенків у 1927–1928 роках з вимогами більшої самостійності Якутії. Повстанці переважно уникали бойових зіткнень та не формували альтернативного уряду Якутії, називаючи свої дії «озброєною демонстрацією».

## Причини та початок повстання
Сподівання на те, що революція розв'яже соціальні проблеми якутів, не здійснилися. Через ножиці цін селянство біднішало, а через переселення російських землеробів вилучалися землі, що використовувалися якутами. Якутська інтелігенція була невдоволена втратою позицій у владі, нездатністю бюрократів розв'язувати проблеми громадян, а також побоювалася асиміляції якутів у майбутньому. Поширювались чутки про те, що незабаром мають розпочатися репресії щодо громадських діячів. У програмних документах та промовах повстанців також прослідковується невдоволення рішеннями, прийнятими у Москві без урахування місцевої специфіки.
Якути на той час вже мали істотний досвід і федеративної думки, і озброєного спротиву більшовикам. Найбільш впливовою партією в часи визвольних змагань був Якутський трудовий союз федералістів. Частина якутів організовувала спротив більшовикам у 1921–1923 роках у лавах Якутської народної армії Михайла Коробейнікова, частина — брала участь у Тунгуському повстанні 1924–1925 років.
У 1925–1927 роках незадоволені почали гуртуватися навколо юриста Павла Ксенофонтова, будувалися плани перевороту в Якутії. Ксенофонтов увійшов в контакт із Михайлом Артем'євим, амністованим учасником попередніх повстань. 16 вересня 1927 почалося формування першого загону повстанців, до якого скоро почали приєднуватися інші загони, які формувалися у Центральній та Східній Якутії. Загони налічували по кількадесят бійців кожен; наприкінці повстання, у грудні 1927 року їхня загальна чисельність становила близько 750 осіб.

## Младоякутська партія конфедералістів

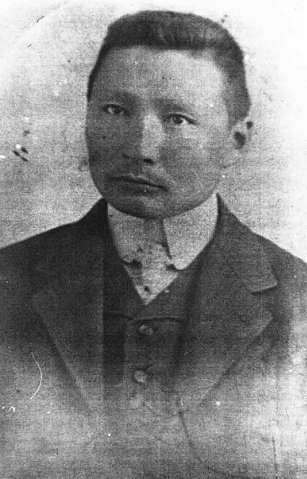
Павло Ксенофонтов, лідер младоякутів-конфедералістів

28 вересня 1927 року у селищі Кудома було оголошено про створення «Младоякутської національної радянської соціалістичної партії середняцько-бідняцького селянства (конфедералістів)».
В стилі якутської політичної традиції, визначеної Листом якутській інтелігенції (1912), програма партії концентрувалася на практичних проблемах організації господарства, які, щоправда, тепер поєднувалися із марксистською теорією. За проектом Ксентофонтова, Якутія на договірних засадах мала стати республікою у складі СРСР, а не РСФСР. У повноваження центру мали входити міжнародні відносини та оборона; інші питання Якутія мала вирішувати самостійно, без диктату Москви та ВКП(б).
Промова, з якою Ксенофонтов звернувся до з'їзду якутської інтелігенції наприкінці жовтня 1927 року, закінчувалася такими словами:
|  | Суворе життя ставить нас перед вибором: стан безправної тварини чи славна смерть. Ви обрали славу. І наш народ зрозуміє вашу звитягу, ваш героїзм. Ваша відвага пробудить найкращі почуття народу, гарячий вогонь вашої віри розтопить холодну кригу байдужості… Ваші славні справи народ буде оспівувати в найкращих піснях і найкращі казки свої складе він про вас… Тож, любі побратими, єдиний шлях, який ми одностайно обираємо сьогодні — це йти уперед, йти сміливо та впевнено, без страху та сумнівів [щодо?] небезпеки, єдиним правильним шляхом прямої та відкритої боротьби, шляхом революційного національного повстання. Сумнівів у нас бути не може: у Комуністичної партії руки та ноги зв'язані принципами її національної політики, бо вона не може порушити проголошене нею право націй на самовизначення <…> |

## Завершення повстання

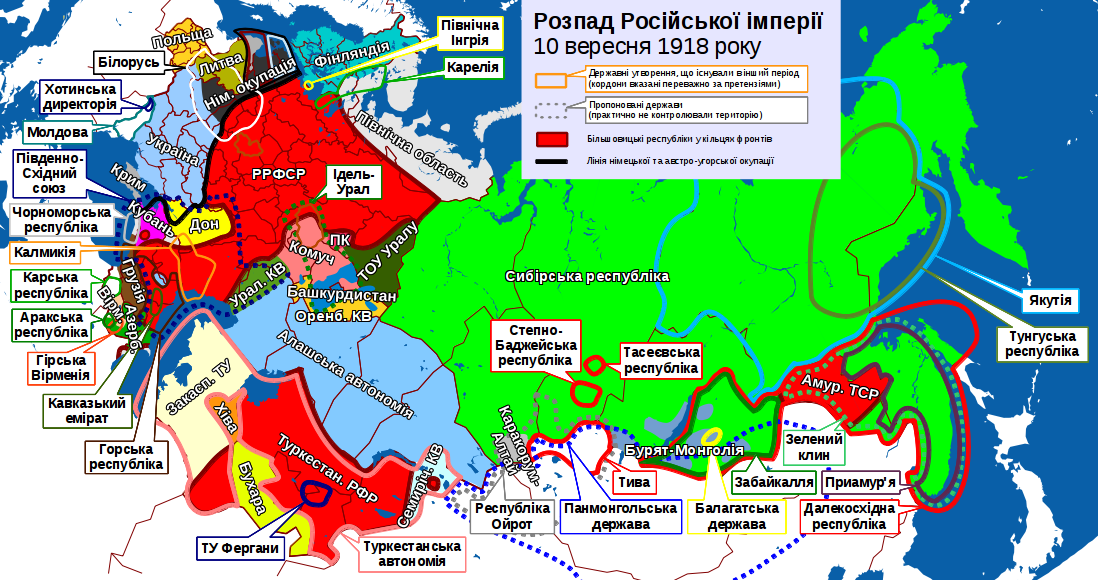
Якутія на карті розпаду Російської імперії

Загони повстанців, з'єднуючись та розділяючись, у жовтні-грудні 1927 пройшли улусами Центральної та Східної Якутії, скликаючи народні збори у зайнятих поселеннях. Відбувалися окремі зіткнення із підрозділами радянської армії та ОДПУ, які було кинуті на придушення повстання.
Керівництво ЯАРСР пропонувало повстанцям здатися на умовах амністії. 1 січня 1928 року на ці умови пристав Павло Ксенофонтов. Як причини його здачі наводяться твердження, що він вважав виконаною задачу пропаганди програми младоякутської партії, усвідомлював безперспективність збройної боротьби та бажав уникнути кровопролиття.
6 лютого склав зброю останній загін повстанців-конфедералістів. Обіцянки амністії не було виконано: 128 осіб було розстріляно, 130 було засуджено до позбавлення волі. Влітку 1928 року було закрите якутське культурно-просвітницьке товариство «Саха омук» незважаючи на те, що воно засудило діяльність Ксенофонтова.

## Вшанування пам'яті
Павла Ксенофонтова було реабілітовано у 1993 році. Пам'ятник братам Ксенофонтовим було встановлено у місті Покровськ (Якутія). У 2012 році молодіжні активісти встановили пам'ятник конфедералістам у Гірському улусі Республіки Саха.